# Coelogyne cumingii
Coelogyne cumingii là một loài phong lan. Nó được đặt tên theo Hugh Cuming, nhà sưu tập thế kỷ 19.

## Hình ảnh

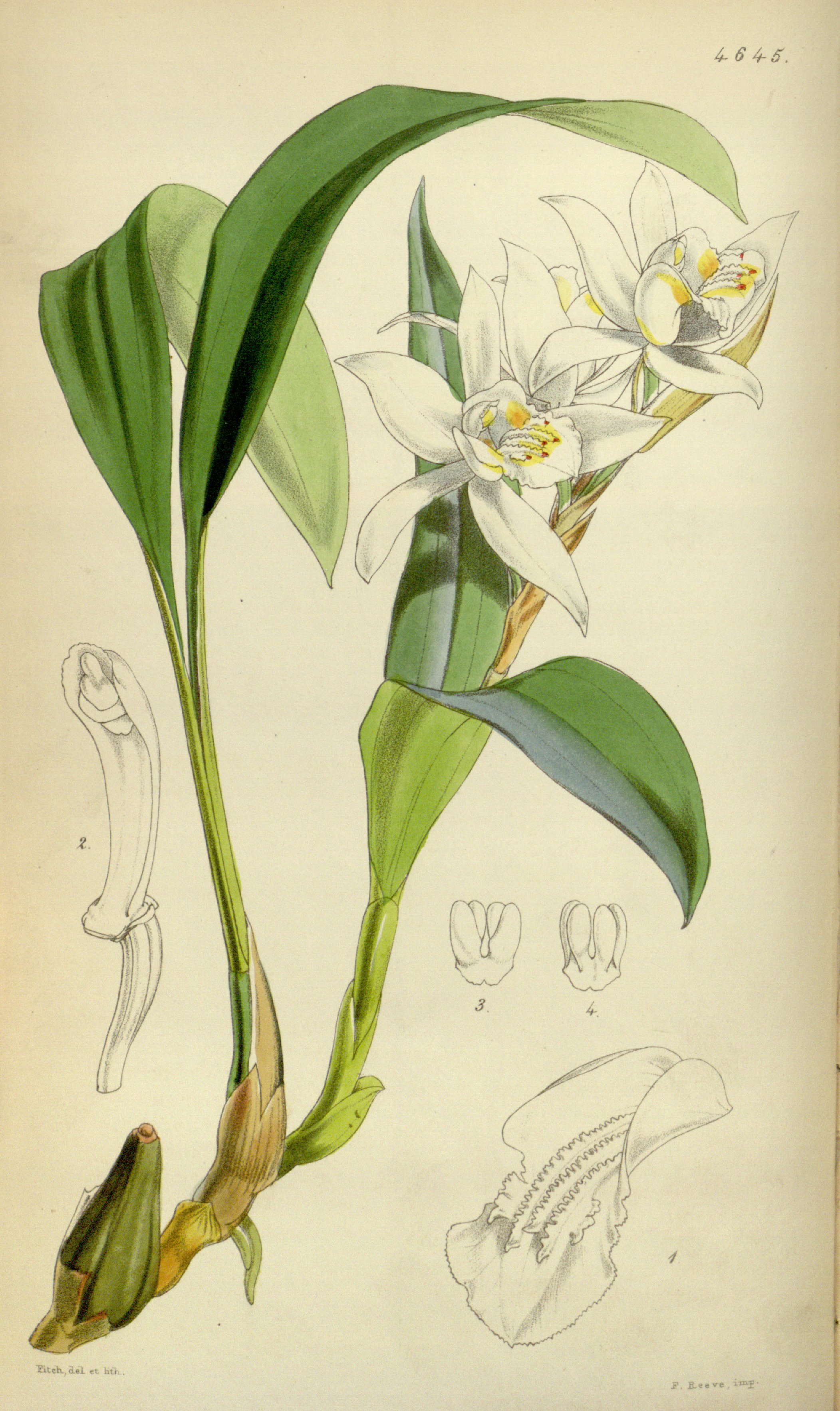